# リーヴェ
リーヴェ（伊: Rive）は、イタリア共和国ピエモンテ州ヴェルチェッリ県にある、人口約400人の基礎自治体（コムーネ）。

## 地理

### 位置・広がり
| 隣接するコムーネは以下の通り。括弧内のALはアレッサンドリア県所属を示す。 - バルツォラ (AL) - コスタンツァーナ - ペルテンゴ - ストロッピアーナ - ヴィッラノーヴァ・モンフェッラート (AL) |